# Flea flicker

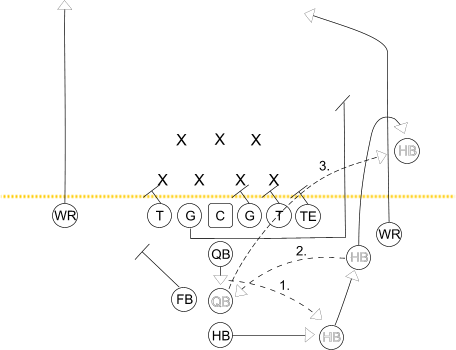
Schéma de jeu représentant une version du flea flicker au départ d'une formation en I.
1. Le quarterback (QB) prend le snap et recule. Il donne le ballon au running back (RHB) d'une passe en arrière.
2. Le running back fait une feinte de course et remet le ballon à son quarterback d'une passe en arrière.
3. Le quarterback lance une passe vers l' avant pour l'un de ses wide receivers (WR) ou ici à son running back.

Le flea flicker est une tactique offensive de football américain qui est un trick play ou jeu piégé. Il consiste en une feinte de course d'un running back qui remet en arrière le ballon pour un joueur, le plus souvent le quarterback, afin que celui-ci puisse le lancer vers l'avant face à une défense qui s'est adaptée à la course. Cette tactique est considérée comme une variante des jeux en play action. 